# Bragantino Clube do Pará
Bragantino Clube do Pará, meestal bekend als kortweg Bragantino, is een Braziliaanse voetbalclub uit Bragança in de staat Pará. 

## Geschiedenis
De club werd opgericht in 1975. In 1993 speelde de club voor het eerst in de hoogste klasse van de staatscompetitie. De club werd een vaste waarde in de competitie, met uitzondering van seizoen 2000 tot een degradatie volgde in 2010. Hierna keerde de club eenmalig terug in 2012 en 2015. In 2018 keerde de club opnieuw terug en werd nu derde in de competitie, net als in 2019. Door de goede prestatie van 2018 trad de club in 2019 voor het eerst in de nationale reeksen aan in de Série D 2019. De club werd groepswinnaar en versloeg in de tweede ronde Atlético Cearense, maar verloor dan in de derde ronde van Floresta.